# Gaspar Urgellés
Gaspar Urgellés (fl. 1614-1632) fue un compositor y maestro de capilla español.

## Vida
Se desconoce el origen y la formación del Gaspar Urgellés, aunque parece haber nacido en Tortosa en algún momento de finales del siglo XVI.
Las primeras noticias que se tienen de Urgellés son de su elección como maestro de capilla de la Catedral de Tortosa el 21 de octubre de 1614. Su antecesor, Juan Arañés, había partido a Lérida ese año para ocupar el magisterio de la Catedral.

[Margen:] Electio magistri capellae Gasparis Urgelles.
[Contenido:] Item dicti domini canonici capitulares, attenta suffi cientia et habilitate Gasparis Urgelles, clerici praesentis civitatis, in cantu capellae, et eius probitate ac virtutum meritis, elegerunt ipsum Gasparem Urgelles in magistrum capellae cantus organi presentis ecclesiae durante tamen mera et libera voluntate huius capituli etiam 
alias nech alio modo, assignando ei quatuor panes parvos quotidie ex pane canonicali in refectorio distribui solito a die presenti inantea per eum recipiendos et quatuor libras et decem solidos monete Barchinone in uno quoque mense sibi per tabulam distributionum pingendos quas lucrati incipiat a die primo mensis novembris proxime venturi inantea; et nihilominus anniversaria a die presenti in antea lucranda, et quod dentur sibi insigniae et locus in omnibus prout concessum fuerat Joanni Aranyes, predecessori suo in dicto magisterio, sub onere sequendi chorum omnibus diebus dominicis et festis tocius anni nechnon toto tempore Quadragesimae 
ac etiam in omnibus aliis diebus in quibus  interveniet capella cantus organi et quod nequeat recedere nech exire a presenti civitate nisi cum licentia presentis capituli, et quod quando ordinem presbiteratus susceperit tenentur [...] chorum continuo sequi.Dempto  dicto  domino  Archidiacono majore, qui manent in sua formidine, non contentit, quo ad panem.
Et  coeteri domini canonici capitulares [...] super eos deliberatis.
[Margen:] Elección de maestro de capilla de Gaspar Urgellès.
[Contenido:] Ítem, los dichos señores canónigos capitulares, considerando la suficiencia y habilidad de Gaspar Urgellés, clérigo de la presente ciudad,  en el canto de capilla, y su honradez y méritos de virtudes, eligieron al mismo Gaspar Urgellés maestro de la capilla de canto de órgano de la presente iglesia durante, pero, la mera y libre voluntad de este capítulo, además ni en otro momento ni de otro modo, y le asignaron cuatro panes pequeños diarios del pan canonical que se suele distribuir al refectorio, recibidos per él [Urgellés] desde el día presente en adelante; y cuatro libras y diez sueldos de moneda de Barcelona en cada mes pagadores por la mesa de las distribuciones a ganar desde el primero de noviembre próximo en adelante; y también que gane los aniversarios desde hoy en adelante; y que le sean dadas insignias y sitio en todas las cosas según le concedieron a Juan Arañés, predecesor suyo en dicho magisterio, con la obligación de asistir al coro todos los días, domingos y fiestas de todo el año; también en todo el tiempo de Cuaresma y, además, en todos los otros días en que intervino la capilla de canto de órgano; y que esté imposibilitado para retirarse ni salir de la presente ciudad si no es con licencia del presente capítulo; y que cuando reciba la orden del presbiterado, esté obligado [...] a seguir puntualmente el coro. A excepción de dicho señor archidiácono mayor, quien permanece en su temor, no se contentó en relación al pan. 
Y el resto de señores canónigos capitulares [...] sobre ellos en las deliberaciones.
Actas capitulares de la Catedral de Tortosa, 21 de octubre de 1614

Durante su magisterio en Tortosa participó como juez en las oposiciones para el cargo de maestro de capilla de la Catedral de Lérida, de las que saldría ganador Francisco Pradillas de Tamarite de Litera. Por sus servicios, Urgellés recibió 20 libras barcelonesas, para «que sea expedido mandato a la administración de la almoina». También parece que fue un importante difusor de la música en Tortosa. Por ejemplo, el 12 de enero de 1621 recibía un pago «en ajuda del gasto que ha fet en vestir los negrillos que han ballat i cantat en estes festes de Nadal» [en ayuda del gasto que hecho en vestir los negrillos que han bailado y cantado en estas fiestas de Navidad]. Noticias similares aparecen en 1623 y 1625.
El 24 de noviembre de 1629 fue nombrado maestro de canto (maestro de capilla) de la Catedral de Lérida. Hay pocas noticias de sus actividades en Lérida. Tres años después su nombramiento, en 1632, el cabildo discutió su despido, sin que se sepan las razones, pero no se llevó a cabo por no llegarse a la unanimidad.
A partir de ese momento se pierde el rastro del maestro Urgellés. En 1654 se nombraba un nuevo maestro de capilla en Lérida, Jaume Ferrer, sin que se mencione para la ocasión a Urgellés, por lo que se supone que debió dejar el cargo en algún momento anterior.

## Obra
No se conservan composiciones del maestro Urgellés. Durante su estancia en Tortosa se mencionan dos obras suyas, Diálogo de les matines de Nadal, por el que el cabildo pagó 2 libras y 10 sueldos, y Textus Passionis Dni. Nri. Jesu Xpi. quaterni vocibus concinendus Illi admodum Rdº. Capitulo almae sedis Dert[us]ae, a Gaspare Urgellés pbro. Dertus. ejusdemque sedis cantus moderatore dicatur, mencionada por Pedrell en sus Documentos inéditos para su Diccionario.